# Dichaetomyia alterna
Dichaetomyia alterna este o specie de muște din genul Dichaetomyia, familia Muscidae. A fost descrisă pentru prima dată de Stein în anul 1915.
Este endemică în Taiwan. Conform Catalogue of Life specia Dichaetomyia alterna nu are subspecii cunoscute.